# ZDF Studios

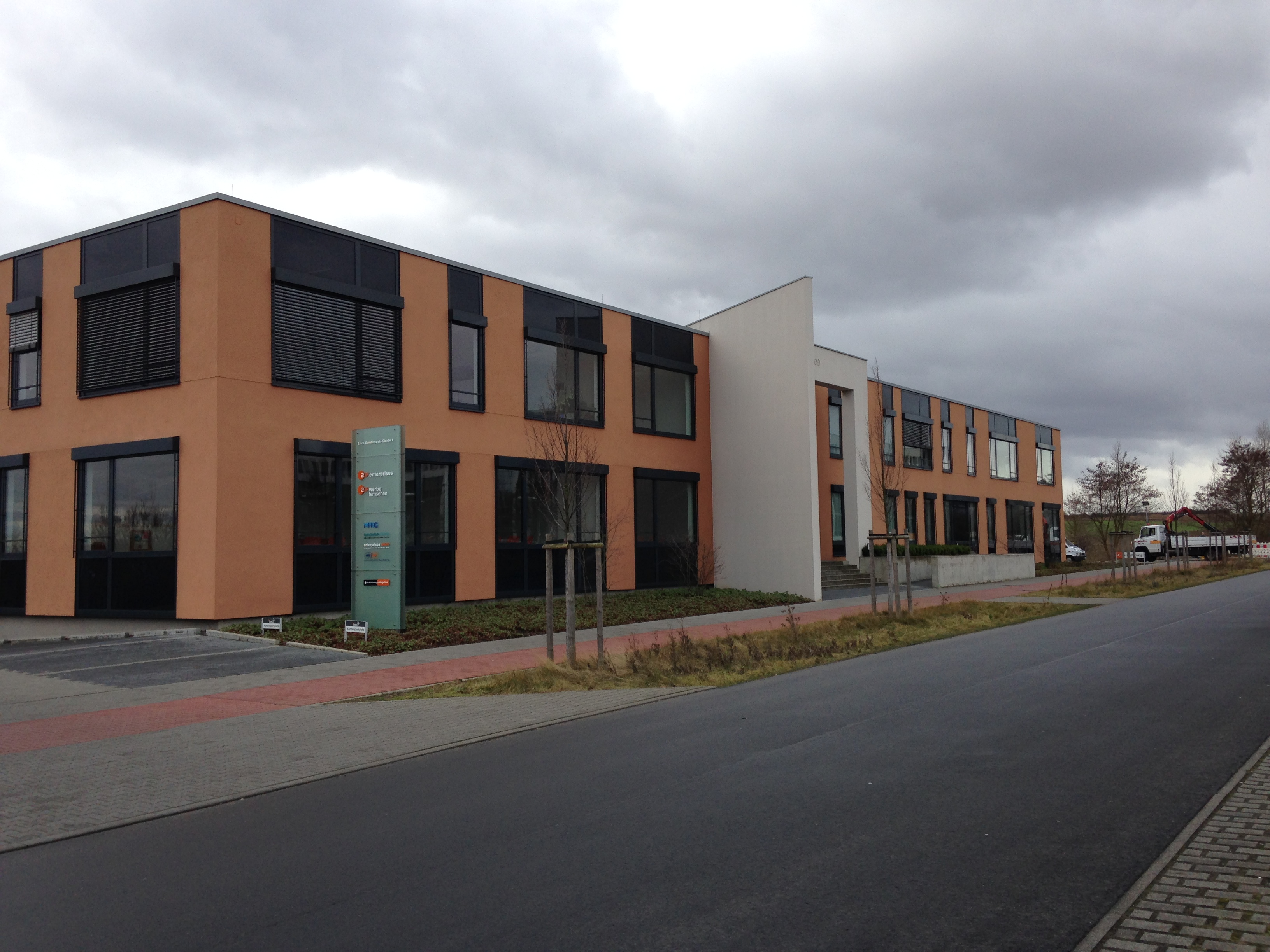
Unternehmenssitz der ZDF Studios

ZDF Studios GmbH ist eine 100%ige Tochtergesellschaft des Zweiten Deutschen Fernsehens zur Schaffung und Verwertung des ZDF-Programmvermögens. Seit dem 1. Januar 1993 wickelt das ZDF über sie Programmeinkauf, Vertrieb und Koproduktionen ab. Bis zum 31. März 2022 firmierte sie unter dem Namen ZDF Enterprises. Der Sitz der Gesellschaft ist beim ZDF-Sendezentrum in Mainz-Lerchenberg. Sie hat Außenstellen in Köln, München und New York.
2019 wurde eine umfassende strategische Partnerschaft mit der Produktions- und Distributionstochter der BBC vereinbart.

## Beteiligungen
Nach eigenen Angaben ist ZDF Studios an folgenden Unternehmen beteiligt:
| Unternehmen                                               | Beteiligt mit | Beteiligt seit |
| --------------------------------------------------------- | ------------- | -------------- |
| Bavaria Fiction GmbH, Geiselgasteig                       | 49 %          | 2007           |
| Content Laden, München                                    | 70 %          | 2023           |
| doc.station Medienproduktion GmbH, Hamburg                | 100 %         | 1999           |
| Doclights GmbH, Hamburg                                   | 49 %          | 2010           |
| Enterprises Sonor Musik GmbH, Geiselgasteig               | 49 %          | 2001           |
| Fiction Magnet GmbH, Unterföhring                         | 49 %          | 2020           |
| Gruppe 5 Filmproduktion GmbH, Köln                        | 74,9 %        | 2002           |
| Intaglio Films GmbH, Berlin                               | 49 %          | 2018           |
| Mainstream Networks Holding GmbH & Co. KG, Unterföhring   | 26 %          | 2010           |
| NADCON Film GmbH, Köln                                    | 49 %          | 2019           |
| Network Movie Film- und Fernsehproduktionen GmbH, Hamburg | 100 %         | 1998           |
| Off the Fence Holding B.V., Amsterdam                     | 100 %         | 2019           |
| Real Film Berlin, Berlin                                  | 49 %          | 2022           |
| Riverside Entertainment GmbH, Hamburg                     | 49 %          | 2013           |
| Studio.TV.Film GmbH, Berlin                               | 50 %          | 1999           |
| World Media Rights Ltd., London                           | 36,1 %        | 2017           |
| ZDF Digital Medienproduktion GmbH, Mainz                  | 100 %         | 2000           |
| ZDF Service GmbH, Mainz                                   | 100 %         | 2017           |
| ZDF Sparks, Berlin                                        | 100 %         | 2024           |